# Чапман (Небраска)
Чапман (енгл. Chapman) град је у америчкој савезној држави Небраска.

## Демографија
По попису из 2010. године број становника је 287, што је 54 (-15,8%) становника мање него 2000. године.
| Група             | 2000.       | 2010.       |
| Белци             | 331 (97,1%) | 270 (94,1%) |
| Афроамериканци    | 0 (0,0%)    | 2 (0,7%)    |
| Азијати           | 0 (0,0%)    | 0 (0,0%)    |
| Хиспаноамериканци | 7 (2,1%)    | 10 (3,5%)   |
| Укупно            | 341         | 287         |